# Mihăileni (okręg Hunedoara)
Mihăileni – wieś w Rumunii, w okręgu Hunedoara, w gminie Buceș. W 2011 roku liczyła 472 mieszkańców.